# Heinz Auerswald
Heinz Auerswald (26. juli 1908 – 5. december 1970) var advokat og medlem af SS i Nazi-Tyskland, hvor han tiltrådte i 1933. Han var "Kommissar für den jüdischen Wohnbezirk" ( "kommissær for den jødiske bydel") i Warszawa i Polen fra april 1941 til november 1942.
Den Vesttyske regering arresterede ham i 1960'erne uden at rejse retssag.